# Скворцов, Максимилиан
Максимилиан Скворцов (эст. Maksimilian Skvortsov; род. 20 декабря 2007, Таллин, Эстония) — эстонский футболист, полузащитник клуба «ФКИ Левадия» и сборной Эстонии до 19 лет.

## Карьера
Играл за молодежные команды таллинского «Аякса», «ФКИ Таллинн» и «ФКИ Левадия». В начале 2024 года стал игроком основной команды последних. Дебютировал в Мейстрилиге 2 февраля 2024 года в матче с «Нарва-Транс». В июле сыграл в матчах квалификации Лиги Конференций УЕФА с «Шяуляем» и «Осиеком». Летом 2025 года вышел на поле в матче квалификации Лиги Чемпионов с «РФШ».

## Карьера в сборной
Выступал за национальные команды Эстонии до 16, 17 и 19 лет.